# Universidad del Nuevo Mundo (México)
La Universidad Nuevo Mundo o UNUM fue una universidad privada, incorporada a la Universidad Nacional Autónoma de México y con estudios reconocidos por la Secretaría de Educación Pública. Tuvo una población tope de 2,500 alumnos, 360 docentes y dos campus en los municipios de Naucalpan y Huixquilucan, Estado de México.

## Historia
Propiedad de la familia Amat Martínez, fundada en el año de 1975 y cerrada en el año 2007.

## Alumnos destacados
- Adela Micha - Comunicadora.
- José Luis Durán Reveles - Político Mexiquense.
- Martha Debayle - Empresaria y locutora de radio y televisión.
- Ernesto Hilton Franco - Ingeniería Mecánica Eléctrica.
- Ana María Alvarado Bueno - Conductora de radio y televisión.
- Jaime Alejandro Figueroa Valenzuela - Comunicador Político.
- Adriana San Román Rivera - Abogada.
- Edy Smol- Guru en Moda.
- Eduardo Rojas Pantoja- Alias don Lalo. Arrendador estrella en Osima.
- Francisco Javier Gamiochipi Alonso - Productor asociado La Vida es una Canción y de Lo que Callamos las Mujeres.
- Gerardo Nieto Martínez - Reconocido abogadillo fiscal, célebre por la famosa serie de Papá Soltero.
- Eduardo Salazar. Reportero; Premio Nacional de Periodismo por su cobertura de la Guerra del Golfo Pérsico.

## Desaparición
A finales del año 2006 la administración de la UNUM perdió un juicio administrativo y fue condenada a evacuar el inmueble que ocupó durante 35 años, más tarde el 8 de enero de 2007 la UNUM cerró sus puertas debido a presuntos adeudos por concepto de siete años de renta de inmuebles, meses de retraso en el pago de salarios y prestaciones al personal laboral, además de que el Instituto Mexicano del Seguro Social (IMSS) aplicó un embargo para asegurar el pago de aportaciones por una cantidad superior a 28 millones de pesos, por lo que el inmueble dejó de contar con los requerimientos necesarios para seguir funcionando como plantel educativo.
Al momento de cerrar sus puertas, la UNUM tenía una población activa de 530 estudiantes y más de cien académicos, quienes exigieron el apoyo de las autoridades educativas, en respuesta la SEP emitió un comunicado en el que informa que, por instrucciones de la entonces secretaria Josefina Vázquez Mota, el coordinador ejecutivo de la dependencia hablaría con funcionarios de la Secretaría de Educación mexiquense, con padres de familia y con representantes de los alumnos afectados. La SEP aseguró que si se detectan irregularidades se buscará corregirlas y, dado el caso, se aplicarán las sanciones correspondientes, pero sin afectar los intereses de los estudiantes y los padres de familia, posteriormente, la dependencia aseguró que se validaría la expedición de constancias de estudios a los alumnos matriculados en la UNUM, a fin de que iniciasen los trámites correspondientes de transferencia e inscripción a otras universidades.